# Сыруто (озеро, исток Сырутояхи)
Сыруто (также Сырута, Дюрасета, Дюрэга) — пресноводное озеро в Таймырском Долгано-Ненецком районе Красноярского края России, находится в северо-западной части полуострова Таймыр, в левобережье реки Пясина, восточнее устья реки Мокоритто.

## Общие сведения
Имеет неправильную лопастную форму, береговая линия умеренно изрезана. Высота над уровнем моря — 89 м. Площадь озера — 58,7 км², водосборная площадь — 87,2 км². Длина составляет около 14,5 км, ширина в центральной части — 6 км.

## Описание
Впадает несколько ручьёв и проток из соседних некрупных озёр. В Государственном каталоге географических названий ошибочно указано, что озеро является истоком реки Дюрэга, в то время как на картах отчётливо видно, что исток Дюрэги находится лишь вблизи юго-западного берега озера, а из озера на юго-востоке вытекает река (протока) Сырутояха, приток Большой Люнгфады. Это также подтверждает Государственный водный реестр. Острова на озере отсутствуют. Берега высокие, местами обрывистые, покрытые тундровой растительностью. Населённые пункты на озере отсутствуют.